# Untere Herbringhauser Talsperre
Die Untere Herbringhauser Talsperre war eine kleine Talsperre im Stadtgebiet von Wuppertal. Sie lag südlich von Langerfeld am Herbringhauser Bach, kurz bevor er in die Wupper mündet. Sie befand sich unterhalb der etwas größeren Oberen Herbringhauser Talsperre. 2006 wurde sie wegen Bedenken bei der Standsicherheit teilweise abgebrochen.

## Zweck

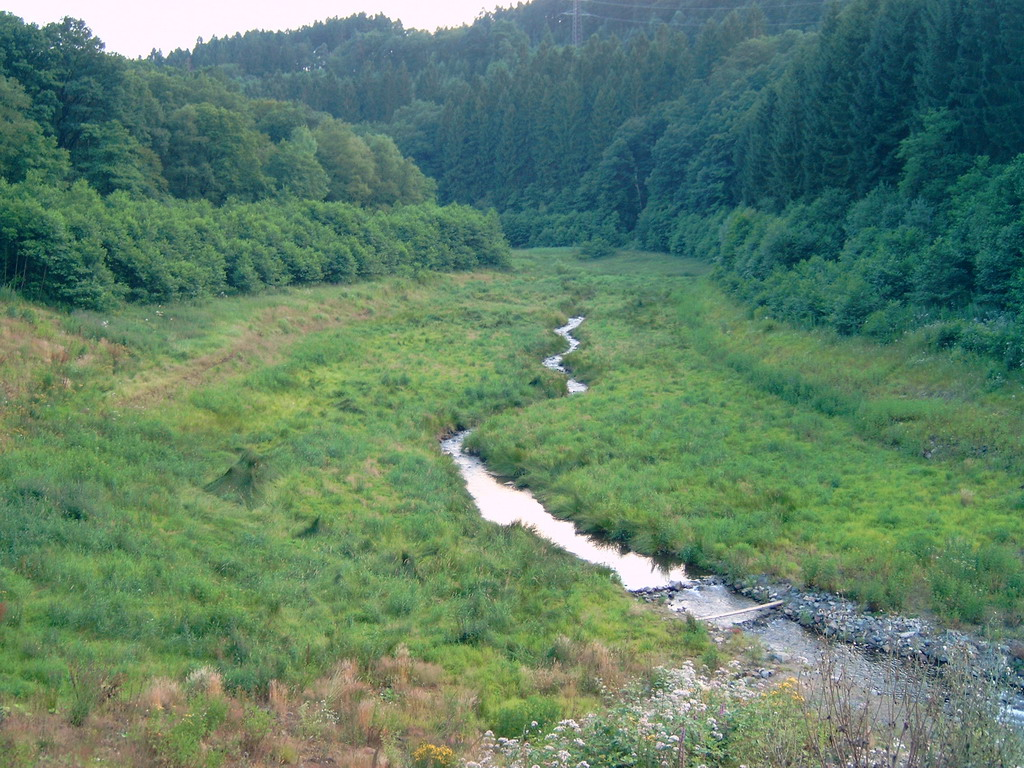
Überblick über die alte Talsperre

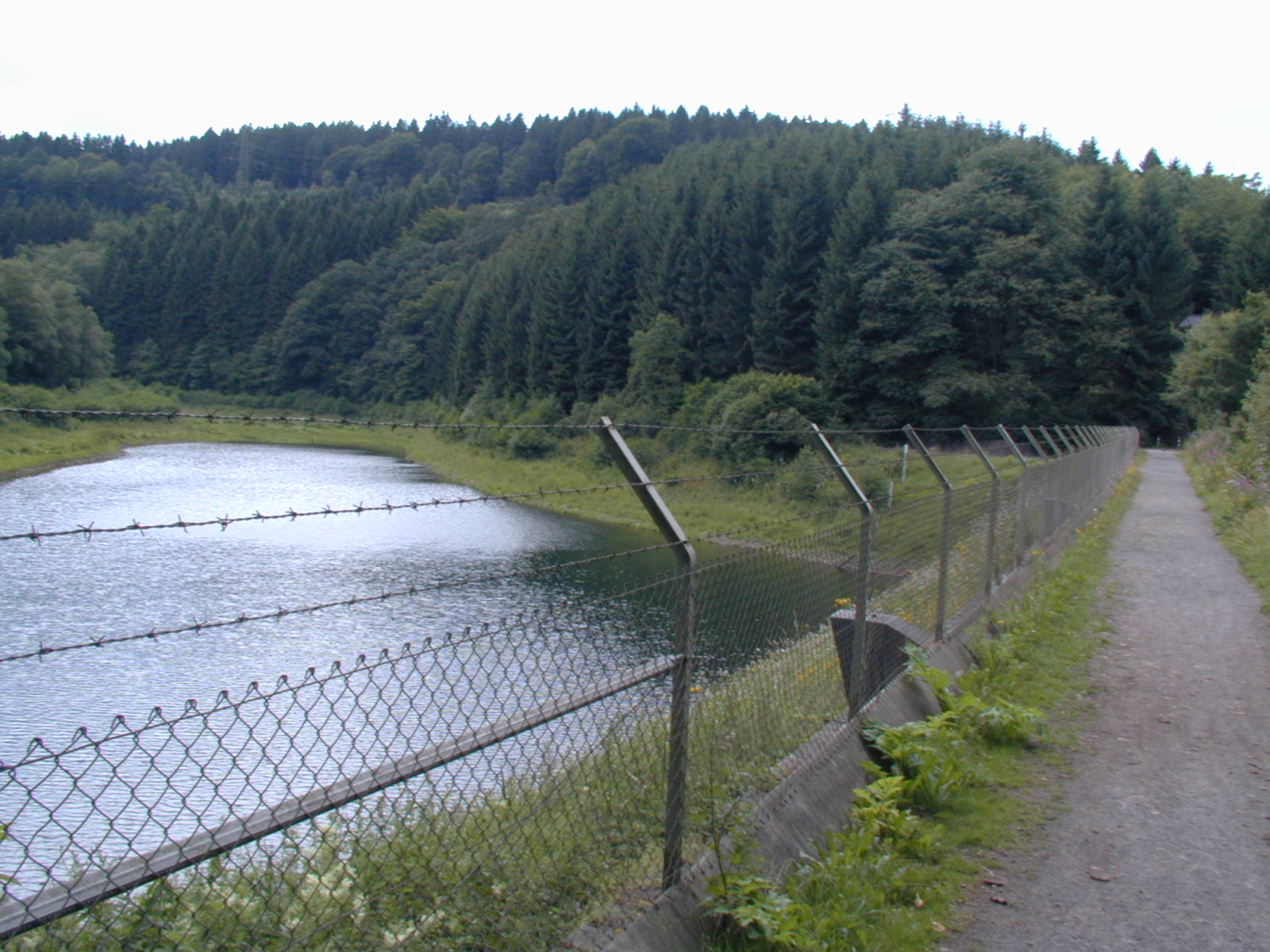
Blick von Damm vor dem Abriss

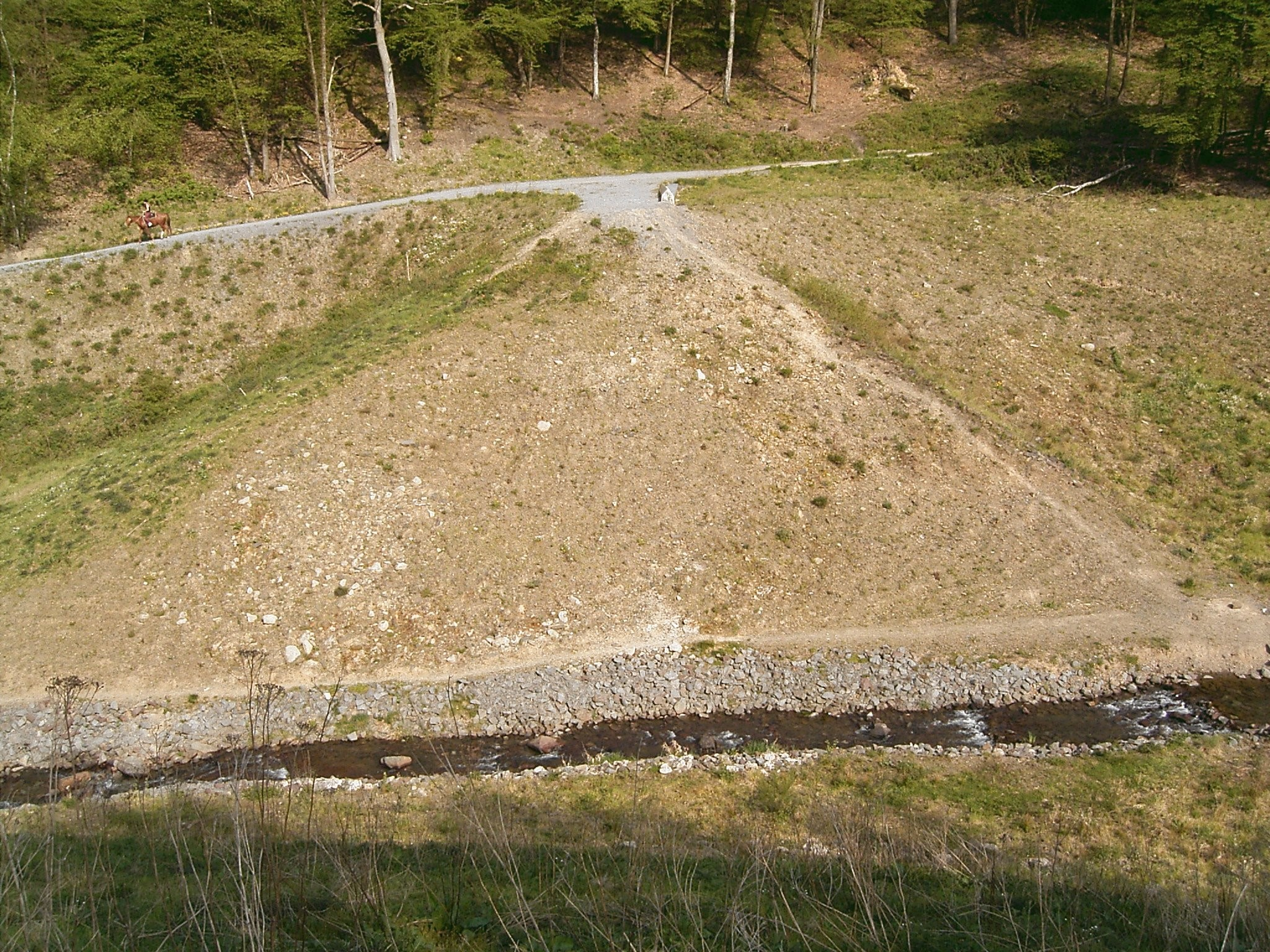
Nach dem Abriss ist der trapezförmige Damm im Querschnitt erkennbar

Die Talsperre entstand als zusätzlicher Wasserspeicher zur Oberen Herbringhauser Talsperre in den Jahren 1926/27 und wurde 1928 in Betrieb genommen. Sie sollte Trinkwasser für die Stadt Wuppertal speichern, für das in der Herbringhauser Talsperre keine Kapazität frei war und in die obere Talsperre zurückpumpem. Das Pumpenhaus unterhalb des Staudamms ist noch erhalten und steht unter Denkmalschutz. Für ihren Bau musste der aus mehreren Wohnhäusern bestehende Weiler Hilgershammer weichen. Die Talsperre war im Besitz der Wuppertaler Stadtwerke. Bis 2006 war die denkmalgeschützte Talsperre in erster Linie Bestandteil des dortigen Naturschutzgebietes. Das Herbringhauser Tal im Bereich des ehemaligen Stausees soll sich jetzt wieder zu einer Bachaue entwickeln.

## Der Staudamm
Das Absperrbauwerk war ein Steinschüttdamm mit einem Betonkern. Die Wuppertaler Stadtwerke hatten schon seit 1998 den planmäßigen Rückbau der Talsperre angestrebt, da sie die notwendige Sanierung für unwirtschaftlich hielten und sie für die Trinkwasserversorgung nicht mehr benötigten. Auf Anordnung der Bezirksregierung in Düsseldorf wurde der denkmalgeschützte Staudamm 2006 auf 80 m Breite jedoch ohne Planfeststellungsverfahren abgebrochen. Der Grund waren Zweifel an der Standfestigkeit, da der Damm die Normen zum Hochwasserschutz nicht mehr einhielt, die Vorsorge für ein statistisch nur alle 5000 Jahre vorkommendes Hochwasser treffen. Der Denkmal- und Naturschutz stand hinter diesen Vorgaben zurück. Durch den Abriss mussten mehrere über die Dammkrone führende Wanderwege, unter anderem der Wuppertaler Rundweg, verlegt werden.